# Закон Генрі
Закон Генрі — маса m газу, розчиненого в рідині даного об'єму, при сталій температурі пропорційна парціальному тиску р цього газу над розчином
m = KГр,
де КГ — константа Генрі, залежна від природи газу й температури.
Об'єм газу, Vго, розчиненого в нафті, прямо пропорційний об'єму нафти Vно і тиску p, причому об'єми зведено до нормальних умов, тобто
Vго = αpVноp,
де αp (p) — коефіцієнт розчинення газу в нафті як функція від тиску (часто беруть αp = const).
Закон сформулював у 1803 Вільям Генрі.
При розгляді закону Генрі видно, що будь-який газ має здатність тією чи іншою мірою розчинятися в рідині. Відповідно до закону Генрі, кількість газу, здатного розчинитися, залежить від природи рідини і газу і від зовнішніх умов (тиску, температури).